# Mânlia Dedália
Mânlia Dedália (em latim: Manlia Daedalia) foi uma nobre romana ativa em algum momento entre o século IV e o VI. Era rica e uma devotada cristã que dedicou sua vida à vida monástica como freira. Foi mencionada numa inscrição encontrada em Mediolano (atual Milão) e numa aclamação religiosa.
Mânlia era irmã do oficial Teodoro, a quem fez seu herdeiro, e morreu em data desconhecida aos 60 anos. Possivelmente seu irmão pode ser identificado com o cônsul Flávio Málio Teodoro, ou então com o filho deste, o que faria-a filha do primeiro.